# Gao Lei
Gao Lei (高磊S, Gāo LěiP; Shanghai, 3 gennaio 1992) è un ginnasta cinese, vincitore della medaglia di bronzo ai Giochi olimpici di Rio de Janeiro 2016 nel trampolino elastico.

## Palmarès
- Giochi olimpici

Rio de Janeiro 2016: bronzo nel trampolino elastico.
- Mondiali

Sofia 2013: oro nella gara a squadre.
Odense 2015: oro nell'individuale e argento nella gara a squadre.
Sofia 2017: oro nell'individuale e nella gara a squadre.
San Pietroburgo 2018: oro nell'individuale e a squadre miste.
Tokyo 2019: oro nell'individuale, argento nella gara a squadre e bronzo a squadre miste.
- Giochi asiatici

Giacarta 2018: argento nell'individuale.